# Peponidium pallens
Peponidium pallens är en måreväxtart som först beskrevs av Henri Ernest Baillon, och fick sitt nu gällande namn av Arenes. Peponidium pallens ingår i släktet Peponidium och familjen måreväxter. Inga underarter finns listade i Catalogue of Life.